# Maceda obtenta
Maceda obtenta är en fjärilsart som beskrevs av Walker 1858. Maceda obtenta ingår i släktet Maceda och familjen trågspinnare. Inga underarter finns listade i Catalogue of Life.